# Ukwi
Ukwi – wieś w zachodnie Botswanie w dystrykcie Kgalagadi, w kotlinie Kalahari niedaleko granicy z Namibią. Według spisu ludności z 2001 roku wieś liczyła 453 mieszkańców.